# Heieindse Loop
De Heieindse Loop is een onderdeel van het beeksysteem van de Goorloop dat ten westen van Mariahout ontspringt en ongeveer 4 km lang is.
Het loopt langs de Mariahoutse Bossen naar het oosten en neemt de Donkervoortse Loop in zich op. Een kilometer verderop, ten noorden van Beek en Donk, mondt de Heieindse Loop in de Goorloop uit.